# Carlo Da Prà
Carlo Da Prà (Lozzo di Cadore, 5 ottobre 1931 – 19 novembre 1993) è stato un bobbista italiano.

## Biografia
Nato nel 1931, a 24 anni ha partecipato ai Giochi olimpici di Cortina d'Ampezzo 1956, nel bob a quattro, insieme a Dino De Martin, Giovanni De Martin e Giovanni Tabacchi, arrivando 5º con il tempo totale di 5'14"66 (1'18"10 nella 1ª manche, 1'18"65 nella 2ª, 1'18"50 nella 3ª e 1'19"41 nella 4ª).